# IBM 350

## IBM 350

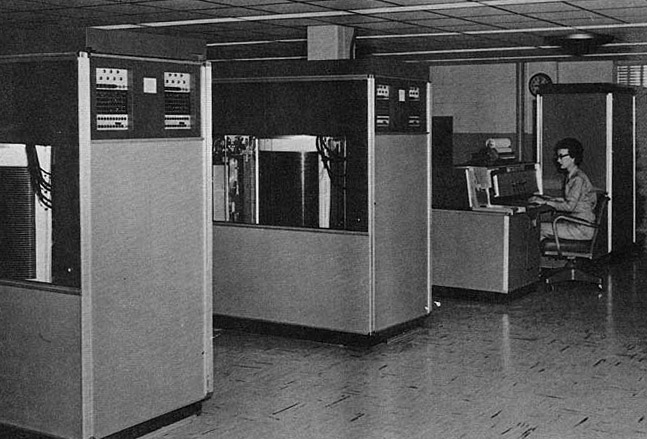
IBM 305 em U. S. Army Rede River Arsenal, com duas unidades de armazenamento IBM 350 em primeiro plano.

O IBM 350 era parte do IBM 305 RAMAC, o computador que introduziu ao mundo a tecnologia de armazenamento em discos, a 4 de setembro de 1956. RAMAC "Random Access Method of Accounting and Controle". Seu desenho foi motivado pela necessidade de substituir os cartões perfurados usadas pela maioria dos negócios da época. Os IBM 350 podiam alojar 5 milhões de caracteres de 7 bit (para perto de 4,4 megabytes). Tinham cinquenta discos de 61 cm (24 polegadas) de diâmetro com 100 superfícies de gravação. A cada superfície tinha 100 pistas. Os discos giravam a 1200 RPM. A taxa de transferência de dados era de 8800 caracteres por segundo. Duas cabeças de acesso independentes moviam-se para acima e para abaixo para seleccionar um disco e adentro e para fora para seleccionar uma pista de gravação, tudo isto controlado por um servo. Agregou-se uma terceira cabeça opcional. Na década de 1950 acrescentaram-se vários modelos melhorados. O computador IBM RAMAC 305 com o disco de armazenamento IBM 350 podia-se alugar por uns 3200 dólares ao mês. Os IBM 350 foram retirados oficialmente em 1969.
As dimensões do IBM 350 eram 1,52 metros de comprimento, 1,73 metros de altura e 74 cm largura. IBM tinha uma regra terminante, que todos seus produtos não devem ultrapassar o regular de 75 cm (29,5 polegadas). Já que os IBM 350 foram montados horizontalmente, esta regra ditou provavelmente o diâmetro máximo dos discos.
Numa entrevista publicada no Wall Street Journal a Currie Munce, o vice presidente de investigação de Hitachi Global Storage Technologies, que adquiriram o negócio do armazenamento de IBM, disse que a unidade inteira de RAMAC pesava mais de uma tonelada e teve que ser transladada com montacargas e ser entregue usando grandes aviões de carga. Segundo Munce, enquanto a capacidade de armazenamento podia ser aumentada a uns 5 megabites, o departamento de marketing de IBM estava na contramão do aumento da capacidade porque não sabiam vender um produto com mais capacidade.
Hoje em dia, o Museu de história do computador, situado em Mountain View, Califórnia, dispõe de uma restauração do disco de armazenamento do RAMAC.